# Splitsekund
|  | Denne artikel er oprettet af botten Steenthbot ud fra en ekstern database. Den kan derfor have sproglige fejl eller mangler. Denne skabelon kan fjernes efter kontrol af indholdet. |

Splitsekund er en dansk eksperimentalfilm fra 2002 instrueret af Søren Vad.

## Handling
Filmen handler om de dage, hvor man netop har fået at vide, at en god ven pludselig og uden varsel er død.
(Handler om vennen Jonas Wentzel)